# Paspalum vallsii
Paspalum vallsii är en gräsart som beskrevs av R.C.Oliveira och G.H.Rua. Paspalum vallsii ingår i släktet tvillinghirser, och familjen gräs. Inga underarter finns listade i Catalogue of Life.